# Jehuda Reinharz

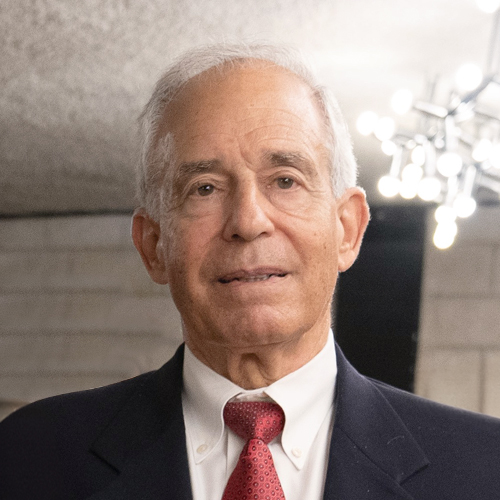
Jehuda Reinharz

Jehuda Reinharz (* 1944 in Haifa, britisches Völkerbundsmandat Palästina) ist ein US-amerikanischer Historiker des Judentums und ehemaliger Präsident der Brandeis University in Massachusetts.

## Leben
Jehuda Reinharz erhielt seine Schulausbildung in der Bundesrepublik Deutschland und wanderte 1961 als Heranwachsender in die Vereinigten Staaten ein.
Dort erwarb er bachelor degrees an der Columbia University und am Jewish Theological Seminary (beide New York) sowie einen master-Grad in mittelalterlicher jüdischer Geschichte an der Harvard University, Cambridge, Massachusetts, und einen Ph. D. in neuzeitlicher jüdischer Geschichte an der Brandeis University (ebenfalls Massachusetts).
Er wurde der erste Professor für Jüdische Studien an der Universität Michigan in Ann Arbor, 1982 wurde er Professor für Jüdische Geschichte der Neuzeit an der Brandeis University, wo er verschiedene Institute ins Leben rief bzw. leitete. 1994 wurde er als Nachfolger von Samuel O. Thier der 7. Präsident der Brandeis University; im Jahr 2011 folgte ihm Frederick M. Lawrence. 1998 wurde er von US-Präsident Bill Clinton zum Vorsitzenden der Kommission ernannt, die die Regierung in historischen und politischen Fragen zum Holocaust berät.
Jehuda Reinharz verfügt über Ehrendoktorate des Hebrew Union College, des JTS, der Fairfield University in Connecticut, der Ben-Gurion-Universität im Negev und des Weizmann-Instituts in Israel (dessen internationalem Vorstand er seit 2017 vorsitzt). Außerdem ist er seit 1995 gewähltes Mitglied der American Academy of Arts and Sciences.
Er ist verheiratet mit Shulamit Reinharz, Professorin für Soziologie an der Brandeis University, und hat mit ihr die Töchter Naomi und Yael.

## Schriften
Als Verfasser und Mitverfasser
- Fatherland or Promised Land. The Dilemma of the German Jew, 1893–1914. University of Michigan Press, Ann Arbor 1975.
- Chaim Weizmann. Oxford University Press, New York
  - Bd. 1: The Making of a Zionist Leader. 1985, ISBN 0-19-503446-5.
  - Bd. 2: The Making of a Statesman. 1993, ISBN 0-19-507215-4.
- mit Monika Schwarz-Friesel: Die Sprache der Judenfeindschaft im 21. Jahrhundert. de Gruyter, Berlin/Boston 2013, ISBN 978-3-11-027768-5.
  - mit Monika Schwarz-Friesel: Inside the Antisemitic Mind. The Language of Jew Hatred. Chicago: The University of Chicago Press, 2017
- History of the donkey. Carmel Publishing, Haifa 2013.

Als Herausgeber
- Dokumente zur Geschichte des deutschen Zionismus 1882–1933. Mohr, Tübingen 1981, ISBN 3-16-743272-1.
- The Jewish Response to German Culture. From the Enlightenment to the Second World War. University Press of New England, Hanover N.H. 1985, ISBN 0-87451-345-6.
- Living with Antisemitism. Modern Jewish Responses. University Press of New England, Hanover N.H. 1987, ISBN 0-87451-388-X.
- The Impact of Western Nationalisms. Essays Dedicated to Walter Z. Laqueur on the Occasion of His 70th Birthday. Sage Publications, London 1991 (= Journal of Contemporary History, Jg. 26 (1991), Heft 3/4).